# Будинок соціалізму
«Будинок соціалізму» — пам'ятка архітектури місцевого значення, охоронний номер 13-КВ, у місті Біла Церква часів НЕП. Розташовується на вулиці Дружби, 1/1. Споруджений у 1927–1928 рр. як будинок-комуна у рамках проведення робіт з поліпшення житлових умов населення Білої Церкви.
Будинок триповерховий, цегляний. Вирішений у стилі конструктивізму. Боковий фасад першого та другого поверхів закінчується еркерами, на які опирається балкон третього поверху. Середня частина дворового фасаду вирішена у вигляді окремої чотириповерхової башти прямокутної форми зі скошеними кутами біля стін. З башти до основного приміщення ведуть сходи. На першому і третьому поверхах, в башті і частині бокових приміщень повинні були розміститись спільні кухні та кладові, а на четвертому, де до цього часу зберігаються бетонні підлоги, — спільна пральня. Це говорить про те, що і автори проекту намагалися закласти в будівництво жител нові соціалістичні форми побуту.